# Zakaźne zapalenie żołądka i jelit świń
Zakaźne zapalenie żołądka i jelit świń (łac. Gastroenteritis infectiosa suum) – bardzo zaraźliwa wirusowa choroba świń o ostrym przebiegu, charakteryzująca się biegunką. Występuje na całym świecie, szczególnie w hodowlach wielkostadnych.
W Polsce choroba podlega obowiązkowej rejestracji.